# بوگرینو
بوگرینو (به لاتین: Bugrino) یک شهرک در روسیه است که در استان آرخانگلسک واقع شده‌است.